# Readme.cc
Readme.cc ist eine von der EU geförderte Internetplattform, die es Lesern ermöglicht, sich über Bücher auszutauschen. Das interkulturelle Portal ist bereits in zehn Sprachen übersetzt, und nach dem erforderlichen Planungszeitraum ging readme.cc im Frühling 2008 an den Start.

## Geschichte
Die Idee zur Entwicklung der Virtuellen Bibliothek Readme.cc entstand im Anschluss an ein Projekt, das im Jahr 2002 am Collegium Helveticum an der Eidgenössischen Technischen Hochschule Zürich in Zusammenarbeit mit seinem literarischen Gast Walter Grond stattfand.
Zunächst beabsichtigte Walter Grond zusammen mit dem Literaturkritiker und Netzwerker Beat Mazenauer ausschließlich, einen deutschsprachigen Weblog zu gründen, der es Autoren und Kritikern ermöglichen sollte, persönliche Buchkriterien zu veröffentlichen.
Im August 2006 entschied die EU-Kommission, drei Jahre lang die Weiterentwicklung von readme.cc im Programm Kultur 2000 zu fördern. Ziel war es nun, ein Forum für Leser aus ganz Europa zu entwickeln. Zurzeit sind die Länder Österreich, Deutschland, Dänemark, Italien, Frankreich, Tschechien, Großbritannien, Ungarn und Slowenien an dem Internetportal beteiligt. Durch Partner in Ägypten erstreckt sich readme.cc aber auch über die Grenzen Europas.
Durch die Zusammenarbeit mit den beiden Multimediaexperten Andreas Kohli und Martin Roth wurde eine Internetplattform geschaffen, auf der jeder Leser seine eigene Bibliothek zusammenstellen kann.
Im September 2009 hat Readme.cc erstmals die „Europäischen Literaturtage“ veranstaltet, zu denen sich Vertreter aus verschiedenen Bereichen des Literaturbetriebs und internationale Autoren in Schloss Hainfeld (Österreich) zusammengefunden haben. Im Rahmen der „Europäischen Literaturtage 09“ wurde auch der neu geschaffene Literaturpreis der Europäischen Union vorgestellt.

## Bücherregal
Bei readme.cc stellen Leser Bücher aus allen Genres und Wissensbereichen vor. Sie porträtieren sich auf Fotos mit den besprochenen Büchern und legen individuelle Bücherregale an. Andere Lesende können die Rezensionen kommentieren, in ihr Buchregal übernehmen und mit den anderen Benutzern in Kontakt treten (Freundeslisten, Informationen zu Lesenden). Die Rezensionen sind von unterschiedlicher Länge und werden ergänzt durch einige kurze schlaglichtartigen Angaben: Stichworte, Genre, Empfehlung. Neugierige von außen können nach Lesehinweisen suchen, Bücherregale durchstöbern, sich anregen lassen und werden zu Möglichkeiten geführt, die entsprechenden Bücher in Buchhandlungen und Bibliotheken in ihrer Region zu bekommen.

## Lesezirkel
Bestehende und neu gegründete, virtuelle (z. B. Second Life) und reale (z. B. von Bibliotheken initiierte), private und öffentliche Lesezirkel stellen gemeinsam Buchregale zu ihren Themenbereichen zusammen und veröffentlichen ihre Aktivitäten und Veranstaltungen. Die Regale der Lesezirkel können mit den privaten Bücherregalen der einzelnen Teilnehmenden verbunden werden.

## Auszeichnungen
- Prix Ars Electronica 2008 Honorary Mention in der Kategorie Digital Communities[1]
- Best Practice: vom Österreichischen Bundesministerium für Unterricht, Kunst und Kultur 2007 als beispielhaftes Projekt ausgezeichnet[2]